# Bart the Bear
Bart the Bear, ofta bara kallad Bart, född 19 januari 1977 i Baltimore, Maryland, USA, död 10 maj 2000 i Park City, Utah, USA, var en Kodiakbjörn som medverkade i ett flertal Hollywoodfilmer under 1980- och 90-talen. Han tränades och dresserades av djurskötaren och björnexperten Doug Seus. Han fick en efterföljare i Little Bart.

## The Vital Ground Foundation
I samband med Barts död skapade hans tränare Doug Seus och hans fru Lynn The Vital Ground Foundation till hans minne. Stiftelsen arbetar för att bevara den vildmark där björnar ännu lever vilt. Många av de skådespelare som genom åren spelat mot Bart, bland andra Anthony Hopkins och Brad Pitt, har blivit aktiva donatorer till stiftelsen och har marknadsfört The Vital Ground Foundation i media.

## Filmografi i urval
- 1988 - Vrålet från vildmarken
- 1988 – Björnen
- 1991 – Varghunden
- 1993 – Den otroliga vandringen
- 1994 – Höstlegender
- 1997 – På gränsen